# Changsheng (köping i Kina, lat 42,84, long 120,19)
Changsheng (kinesiska: 长胜, 长胜镇) är en köping i Kina. Den ligger i den autonoma regionen Inre Mongoliet, i den norra delen av landet, omkring 740 kilometer öster om regionhuvudstaden Hohhot. Antalet invånare är 49603. Befolkningen består av 24 415 kvinnor och 25 188 män. Barn under 15 år utgör 16,0 %, vuxna 15-64 år 76 %, och äldre över 65 år 7,0 %.
Genomsnittlig årsnederbörd är 579 millimeter. Den regnigaste månaden är juli, med i genomsnitt 152 mm nederbörd, och den torraste är januari, med 2 mm nederbörd.